# 龙泉乡 (左权县)
龙泉乡，曾是中华人民共和国山西省晋中市左权县下辖的一个乡镇级行政单位。2021年5月，撤销龙泉乡，整建制并入辽阳镇。

## 行政区划
龙泉乡下辖以下地区：
东寨村、西寨村、高庄村、马家拐村、梁峪村、西瑶村、龙则村、堡则村、东村、松树坪村、大节村、垴上村、温城村、坪上村、望阳垴村、草亭村、丈八村、佛口村、连北村和三教村。